# Imperatriz (microregio)
Imperatriz is een van de 21 microregio's van de Braziliaanse deelstaat Maranhão. Zij ligt in de mesoregio Oeste Maranhense en grenst aan de deelstaten Pará in het noordwesten en Tocantins in het zuidwesten, de mesoregio's Sul Maranhense in het zuiden en Centro Maranhense in het zuidoosten en de microregio's Pindaré in het noordoosten en Gurupi in het noorden. De microregio heeft een oppervlakte van ca. 29.484 km². Midden 2004 werd het inwoneraantal geschat op 537.903.
Zestien gemeenten behoren tot deze microregio:
| - Açailândia - Amarante do Maranhão - Buritirana - Cidelândia - Davinópolis - Governador Edison Lobão - Imperatriz - Itinga do Maranhão | - João Lisboa - Lajeado Novo - Montes Altos - Ribamar Fiquene - São Francisco do Brejão - São Pedro da Água Branca - Senador La Rocque - Vila Nova dos Martírios |

Mesoregio's: Centro Maranhense · Leste Maranhense · Norte Maranhense · Oeste Maranhense · Sul Maranhense

Microregio's: Aglomeração Urbana de São Luís · Alto Mearim e Grajaú · Baixada Maranhense · Baixo Parnaíba Maranhense · Caxias · Chapadas das Mangabeiras · Chapadas do Alto Itapecuru · Chapadinha · Codó · Coelho Neto · Gerais de Balsas · Gurupi · Imperatriz · Itapecuru Mirim · Lençóis Maranhenses · Litoral Ocidental Maranhense · Médio Mearim · Pindaré · Porto Franco · Presidente Dutra · Rosário